# Cursor (família)
Cursor era el nom d'una família de la gens Papíria que es va donar probablement per primer cop a un dels membres que es va destacar en les curses a peu.
Membres destacat de la família van ser:
- Luci Papiri Cursor censor el 393 aC
- Espuri Papiri Cursor, tribú militar el 380 aC.
- Luci Papiri Cursor Mugil·là, dictador i cònsol romà.
- Luci Papiri Cursor, censor el 272 aC.
- Luci Papiri Cursor cònsol el 293 aC i 272 aC
- Celi Cursor, cavaller romà.